# Teucrium microphyllum
Teucrium microphyllum ist eine Pflanzenart aus der Gattung Gamander (Teucrium) in der Familie der Lippenblütler (Lamiaceae).

## Beschreibung
Teucrium microphyllum ist ein Zwergstrauch mit Wuchshöhen von 5 bis 40 cm. Seine Stängel sind dünn und jung mit anliegend grau- oder weißfilzig behaart. Die Laubblätter sind etwa 5 mm lang und verkehrtlanzettlich bis eiförmig und spitz. Der Blattrand ist gekerbt bis gesägt. Die Blattunterseite ist weißfilzig behaart.
Der Blütenstand ist eher locker, die Scheinquirle bestehen aus zwei Blüten. Die unteren Tragblätter sind laubblattartig, die oberen sind kleiner und ganzrandig. Der Kelch hat eine Länge von 6 bis 7 mm und ist sowohl flaumig als auch drüsig behaart. Die Kelchzähne sind etwa 1/2 bis 3/4 so lang wie die Kelchröhre, sie sind dreieckig und spitz. Die rosa gefärbte Krone ist 10 bis 12 mm lang und zottig behaart.
Die Chromosomenzahl beträgt 2n = 30.

## Vorkommen und Standorte
Die Art ist von der südlichen Ägäis bis zur südwestlichen Türkei verbreitet und wächst an felsigen Standorten.